# Cessens
Cessens är en kommun i departementet Savoie i regionen Auvergne-Rhône-Alpes i sydöstra Frankrike. Kommunen ligger i kantonen Albens som tillhör arrondissementet Chambéry. År 2018 hade Cessens 460 invånare.

## Befolkningsutveckling
Antalet invånare i kommunen Cessens
| Referens: INSEE |